# Селен
Селен (Se) (англ. selenium; нім. Selen) — хімічний елемент із атомним номером 34, ат.м. 78,96, що утворює однойменну просту речовину, неметал, халькоген.

## Історія
Відкритий у 1817 році Йонсом Якобом Берцеліусом у відходах при виготовленні сірчаної кислоти.

## Назва
Назва походить від грец. σελήνη («Місяць»): у зв'язку з тим, що він постійно є супутнім хімічно подібного йому телуру (найменування якого походить від латинської назви Землі). Не пов'язаний з мінералом селенітом, який є сполукою кальцію.

## Основні характеристики
Неметал, існує в кількох модифікаціях (див. алотропія), з яких найстійкішим є так званий металічний селен, сірого кольору, напівпровідник, дуже чутливий до світла. Густина 4,807; tплав 221 °C, tкип 685,3 °C. Існує кубічна та моноклінна модифікації селену. При 100–150 °C ці форми переходять у гексагональний селен. З розчинів осаджується аморфний червоний селен. Випаровування селену містять молекули Se2, Se4, Se6 та ін.
У хімічному відношенні селену майже повний аналог сірки. Сполуки селену часто отруйні.
На повітрі стійкий. Взаємодіє з F2, Cl2, при нагріванні — з О2, Н2, металами. Не розчиняється в HCl, розбавленій Н2SO4. Розчиняється в концентрованій HNO3.

## Ізотопи
Природний селен складається з ізотопів: 74Se (0,9%), 76Se (9,0%), 77Se (7,6%), 78Se (23,5%), 80Se (49,8%), 82Se (9,2%)

## Розповсюдження
Середній вміст селену в земній корі 5×10-6 % (мас). Природні сполуки селену головним чином є похідними селеноводню Н2Se, як правило, знаходяться в суміші з сульфідами мідноцинкових колчеданних, мідно-кобальтових і поліметалевих руд. Селен — розсіяний елемент, промислові запаси якого пов'язані з сульфідними родовищами. У самостійному вигляді мінерали селену зустрічаються рідко. Всього відомо 40 мінералів: мінерали групи лінеїту (селеніди Co, Cu, Ni); гуанахуатит Bi2Se3, доунеїт SeO, фероселіт FeSe2 (68–72 %), клаусталіт PbSe (27–28 %), блокіт NiSe (68 %), науманіт Ag2Se (23–29 %) та ін.
За запасами селену найзначніші магматичні мідно-нікелеві, гідротермальні мідно-молібденові, мідно-колчеданні та інфільтраційні селен-уран-ванадієві родовища, з яких практично і добувається майже весь селен при вмісті в рудах 0,04-0,004 %.
Багаті родовища належать до кобальт-селенідо-телурової (Акджілга, Киргизстан; Верхньо-Сеймчанське, РФ), селенідної (Пакахака, Болівія; Сан-Андреасберґ, Німеччина; Сьєрра-де-Уманго, Аргентина), уран-селенідної (Шинколобве, Заїр; район оз. Атабаска, Канада) і золото-телурової (Нагіаг, Фатце-Байа, Румунія) формацій.

## Отримання
Значні кількості селену отримують із відходів мідно-електролітних виробництв, в якому селен присутній у вигляді селеніду срібла. Застосовують кілька способів отримання:
- окислювальне випалення з сублімацією SeO2;
- нагрівання шламу з концентрованою сірчаною кислотою, окислення сполук селену до SeO2 з його подальшою сублімацією;
- окисне спікання з содою, конверсія отриманої суміші сполук селену до сполук Se (IV) та їх відновлення до елементарного селену дією SO2.

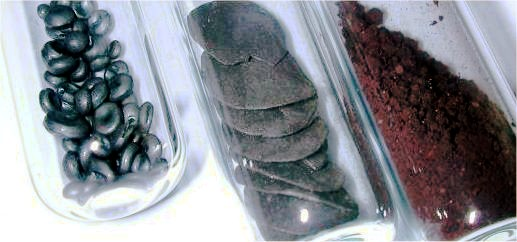
Чорний, сірий та червоний селен (зліва на право).

У промисловості селен одержують випалюванням відходів сірчанокислотного, целюлозно-паперового виробництва, а також анодних шламів мідь-електролітних заводів.
Щорічно у світі одержують близько 1 тис. т селену.

## Роль селену в організмі людини
В організмі людини міститься 10-14 мг селену, більша його частина сконцентрована в печінці, нирках, селезінці, серці, яєчках у чоловіків.
Селен присутній в ядрі клітини.
Добова потреба людини в селені становить 70-100 мкг.
Згідно з даними епідеміологічних досліджень більш ніж 80 % населення України має дефіцит селену[джерело?].
Селен в організмі взаємодіє з вітамінами, ферментами і біологічними мембранами, бере участь у регуляції обміну речовин, в обміні жирів, білків і вуглеводів, а також в окисно-відновних процесах. Селен є складовим компонентом понад 30 життєво важливих біологічно активних сполук організму. Селен входить в активний центр ферментів системи антиоксидантного-антирадикального захисту організму, метаболізму нуклеїнових кислот, ліпідів, гормонів (глутатіонпероксидази, йодотіронін-дейододінази, тіоредоксінредуктази, фосфоселенфосфатази, фосфолипид-гідропероксид-глутатіонпероксидази, специфічних протеїнів Р і W і ін).
Селен входить до складу білків м'язової тканини, білків міокарда. Також селен сприяє утворенню трийодтироніну (гормон щитоподібної залози).
Селен є синергістом вітаміну Е і йоду. При дефіциті селену йод погано засвоюється організмом.
Разом з тим сполуки селену часто отруйні. ГДК для парів Se — 0,1 мг/м³.
Селеновмісні препарати використовують при лікуванні деяких форм раку.

## Застосування
Селен краще проводить електричний струм при освітленні, а тому широко використовується в фотоелементах.
До 1940 р. XX ст. застосування селену було обмежене. У повоєнні роки селен став широко застосовуватися в напівпровідниковій техніці, для виготовлення фотоелементів, у вимірювальній апаратурі, телебаченні, сигналізації, в металургії у складі легуючих домішок до різних сталей і сплавів кольорових металів, як барвник у склоробній промисловості тощо.
У сучасних[коли?] напівпровідникових технологіях застосовуються селеніди багатьох елементів: олова, свинцю, бісмуту, стибію, селеніди лантаноїдів.
Стабільний ізотоп селен-74 застосований при створенні плазмового лазера з унікальним підсиленням (близько 109 разів). Радіоактивний ізотоп селен-75 використовують у дефектоскопії як потужне джерело гамма-випромінювання. Селенід калію застосовують при термохімічному одержанні водню і кисню з води (селеновий цикл).

### Застосування селену в медицині
У медицині використовується як допоміжний елемент при лікуванні аритмії, а також для профілактики кисневого голодування тканин серця.
Згідно з дослідженнями 1950-х — 1970-х років приймання 200 мкг селену на добу знижує ризик захворюваності на рак прямої й товстої кишки — на 58 %, на пухлини простати на 63 %, на рак легенів — на 46 %, знижує загальну смертність від онкологічних захворювань на 39 %.
Малі концентрації селену пригнічують гістамін і внаслідок цього мають антидистрофічний ефект і протиалергічну дію. Також селен стимулює проліферацію тканин, поліпшує функцію статевих залоз, серця, щитоподібної залози, імунної системи.
У медицині й сільському господарстві використовують мікродобавки селену до лікарських та вітамінних препаратів. У комплексі з йодом селен використовується для лікування йододефіцитних захворювань і патологій щитоподібної залози.
Солі селену сприяють відновленню зниженого артеріального тиску при шоці й колапсі..